# Hospital Militar de l'Illa del Rei
L'Hospital Militar de l'Illa del Rei es troba al port de Maó (Menorca).
Fou construït en el Segle XVIII a causa de les dominacions francesa i anglesa. En 1711 els anglesos construïren en aquest indret el primer hospital naval d'una sola planta. Llavors els anglesos la batiaren com l'hospital de l'illa de sang (The Bloody Island). Més endavant es construiria una segona planta per poder cobrir 1.200 llits dedicats a acollir als malalts de la guerra.
En 1830, i després de tornar en mans dels espanyols, l'hospital fou la base logística dels francesos quan França conquerí Algèria, llavors tenia capacitat per 3.000 malalts.
En 1833 els nord-americans ocupen l'illa i la fan base que servirà més com a magatzem de carbó francès i taller de vestuari que com a hospital.
L'edifici de l'hospital funcionà fins a 1964, quedant el lloc abandonat totalment. En 1974 l'ajuntament de Maó, propietari de l'illa del rei, el donà a l'Estat Espanyol, per construir-ne un Parador de Turisme. El contacte amb l'Estat acordava que passant un terme de temps marcat, si no es construïa el parador, aquest lloc tornaria al patrimoni de Menorca. Al llarg de tot aquest temps, l'illa ha sofert molts actes de vandalisme i espoli que el destruïren.
En 1979 el Govern Espanyol declarà l'Illa del Rei com un Monument Històric-Artístic i Arqueològic de caràcter Nacional, i en el que incloïa la basílica, l'hospital i altres construccions.
L'Associació Amics de l'Illa de l'Hospital vol recuperar l'indret i per això tenen un pressupost de recuperació de 2,5 milions d'Euros. Les obres de recuperació duraran fins a l'any 2011. El general Lluís Alexandre impulsà en setembre de 2004 la creació d'aquesta associació sense cap tipus d'ànim de lucre per recuperar l'esplendor i la seva dignitat.
En 2006 l'associació se transformà en una fundació amb la fi de canalitzar ajudes destinades a evitar la progressiva degradació de llocs històrics.
En setembre de 2008 el rei Joan Carles I visità l'Illa del Rei i parlà amb l'associació per la recuperació de l'illot.
A l'illa també es conserven les restes d'una basílica paleocristiana del segle vi dC.